# Edward III (książę Bar)
Edward III (ur. ok. 1367, zm. 25 października 1415 pod Azincourt) – książę Bar od 1411.

## Życiorys
Edward był synem księcia Bar Roberta I i Marii, córki króla Francji Jana II Dobrego. W 1411 objął księstwo Bar. Zginął w bitwie pod Azincourt. Nie był żonaty i nie pozostawił potomstwa. Jego następcą został jedyny żyjący brat (większość z nich zginęła w bitwach pod Nikopolis i pod Agincourt), kardynał Ludwik.